# Site du premier congrès national du Parti communiste chinois
 (août 2020).
Si vous disposez d'ouvrages ou d'articles de référence ou si vous connaissez des sites web de qualité traitant du thème abordé ici, merci de compléter l'article en donnant les références utiles à sa vérifiabilité et en les liant à la section « Notes et références ».

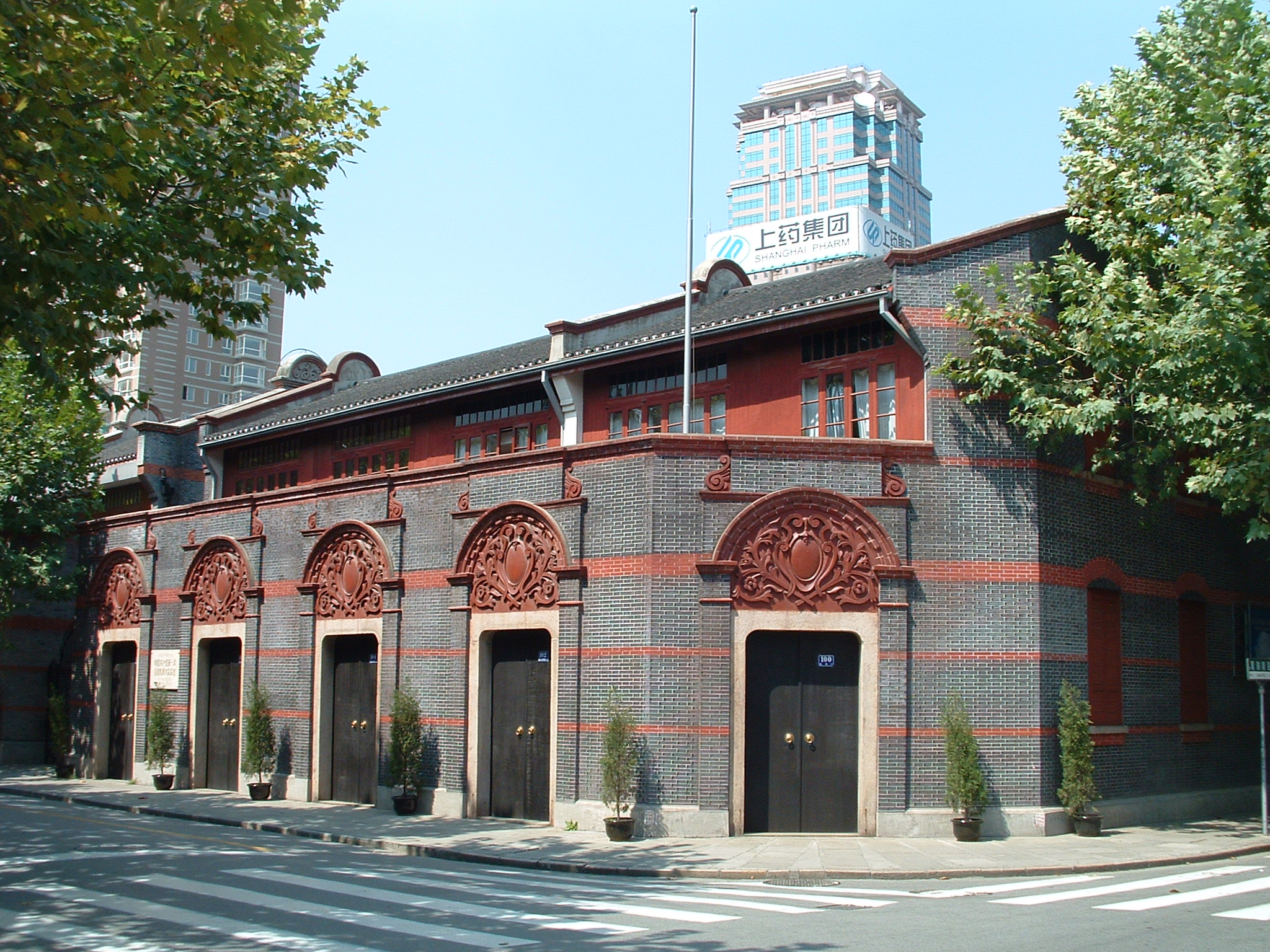
Site du 1er congrès national du PCC

Le site du premier congrès national du Parti communiste chinois, est situé aux no 76 et 78 Rue Xingye, district de Huangpu à Shanghai, en Chine. Il s'agit d'une maison Shikumen de deux étages côte à côte. 
Le premier congrès national s'est tenu dans la salle des invités du bâtiment 76 du 23 au 30 juillet 1921. Le site du premier congrès national du Parti communiste chinois est devenu une salle commémorative après 1952. 

## Histoire
Le site du premier congrès national du Parti communiste chinois est situé aux 106 et 108 Wangzhi Road dans la Concession française de Shanghai. Il a été construit en 1920 et fait partie de la rue Baylor Shuderi (maintenant Lane 374, rue Huangpi du sud). À cette époque, c'était un immeuble résidentiel nouvellement construit avec un emplacement éloigné et un champ désolé de l'autre côté de la route. Peu de temps après son achèvement, il a été loué comme résidence par Li Hanjun et son frère Li Shucheng. Pendant ce temps, les frères Li ont ouvert les murs intérieurs des deux étages et unifié les escaliers. En juin 1921, Chen Duxiu, Li Dazhao, Li Da, Li Hanjun et d'autres ont lancé la création de la « New Era Series », édité et publié la « New Era Series », dont cet endroit est devenu l'agence de presse.
Le 23 juillet 1921, s'est tenu à Shanghai en secret le premier congrès national du Parti communiste chinois, auquel assistaient au total 15 personnes, dont 13 représentants chinois et 2 représentants de l'Internationale communiste. Les deux premiers jours du premier congrès national du Parti communiste chinois se sont déroulés à l'école de filles Bowen au no 389 rue Baier (maintenant no 127 rue Taicang), et plus tard changé au no 106 rue Wangzhi. Lorsque la réunion se poursuivait dans la soirée du 30 juillet, elle a été découverte par la police française de la Concession et a été immédiatement interrompue.
Début août, la réunion a été transférée sur un bateau de croisière sur le lac Nanhu à Jiaxing (Zhejiang). Cette réunion a marqué la création officielle du Parti communiste chinois et a établi sa politique d'activités. En 1922, les frères Li Hanjun et Li Shucheng ne louait plus la maison et ont déménagé dans un autre endroit. Le site a ensuite été loué par d'autres résidents et reconstruit en 1924. Le patio du no 106 a été converti en pièce d'aile et seule la porte du no 108 a été conservée. 

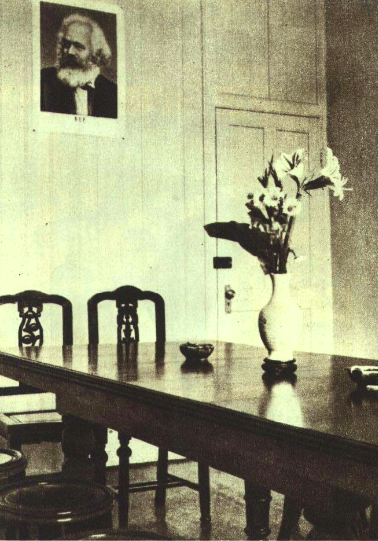
Site du premier congrès national du Parti communiste chinois en 1952.